# I 100 migliori brani musicali del decennio secondo Rolling Stone

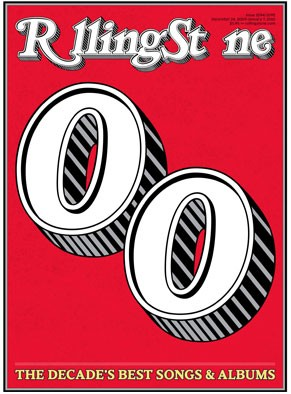
Copertina dell'edizione in cui è contenuta la lista

La lista dei 100 migliori brani musicali e dei 100 migliori album del decennio secondo Rolling Stone è un elenco pubblicato dalla rivista specializzata statunitense Rolling Stone. 
La classifica composta da 100 posizioni è stata redatta da una giuria di 100 musicisti, critici musicali ed esperti dell'industria discografica statunitense per determinare le migliori 100 canzoni degli anni 2000 (2000-2009). La lista è stata pubblicata nel giugno 2009. Due anni dopo, il 17 giugno 2011, è stata pubblicata per la prima volta online, con alcuni nuovi resoconti. L'elenco stesso, tuttavia, è rimasto lo stesso. Oltre alla lista delle migliori 100 canzoni c'è anche una seconda classifica relativa agli album, "100 Best Albums of the Decade". 
Secondo Rolling Stone, la lista "riflette lo spirito eclettico del decennio con brani di garage rock revivalisti, gruppi indie dance-happy, superstar hip-hop, hit-maker R&B moderni, rocker da arena, ibridi pop sconvolgenti e alcuni icone familiari di epoche precedenti".

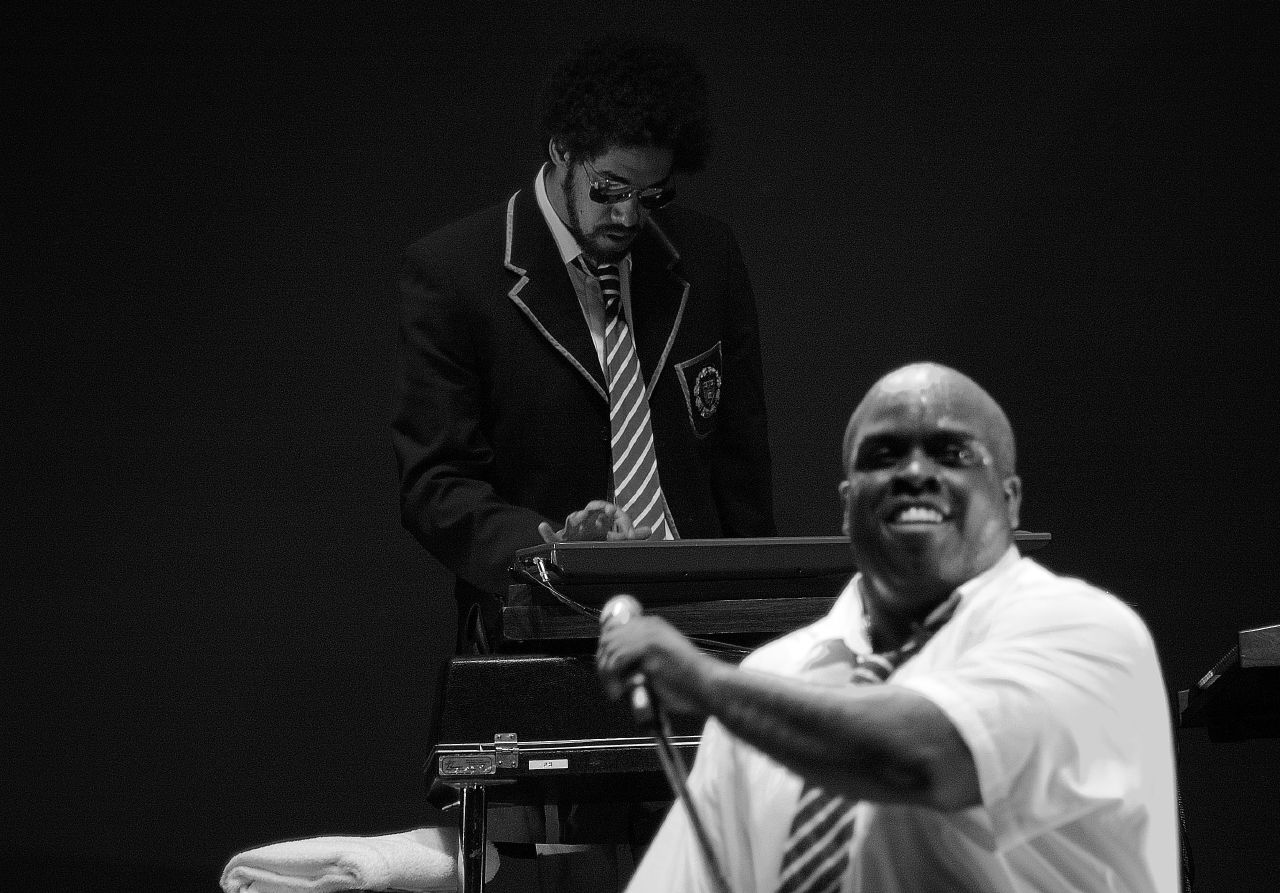
Il duo Gnarls Barkley è in prima posizione nella lista con il singolo Crazy del 2006.

## Top 100 brani musicali

### Prime 10 posizioni
1. Crazy – Gnarls Barkley (2006)
2. 99 Problems – Jay-Z (2004)
3. Crazy in Love – Beyoncé feat. Jay-Z (2003)
4. Hey Ya! – Outkast (2003)
5. Paper Planes – M.I.A. (2008)
6. Seven Nation Army – The White Stripes (2003)
7. Maps – Yeah Yeah Yeahs (2004)
8. Rehab – Amy Winehouse (2006)
9. Beautiful Day – U2 (2000)
10. Stan – Eminem feat. Dido (2000)

### Statistiche
Con quattro canzoni nella top 100, i Coldplay sono gli artisti con il maggior numero di brani nella lista: Viva la Vida (n° 68), The Scientist (n° 54), Yellow (n° 34) e Clocks (n° 26). Seguiti da Beyoncé, LCD Soundsystem, Outkast, Radiohead, U2 e Jay-Z con tre canzoni nella classifica per ciascuno. Jay-Z è apparso anche come artista ospite in Umbrella di Rihanna e in Crazy in Love di Beyoncé. portando il suo totale a cinque canzoni. Con due canzoni in classifica sono presenti i The White Stripes, Amy Winehouse, Eminem, gli MGMT, Missy Elliott, i The Strokes, Kanye West, Bruce Springsteen, i Gorillaz, gli Arcade Fire i Green Day e Madonna. 

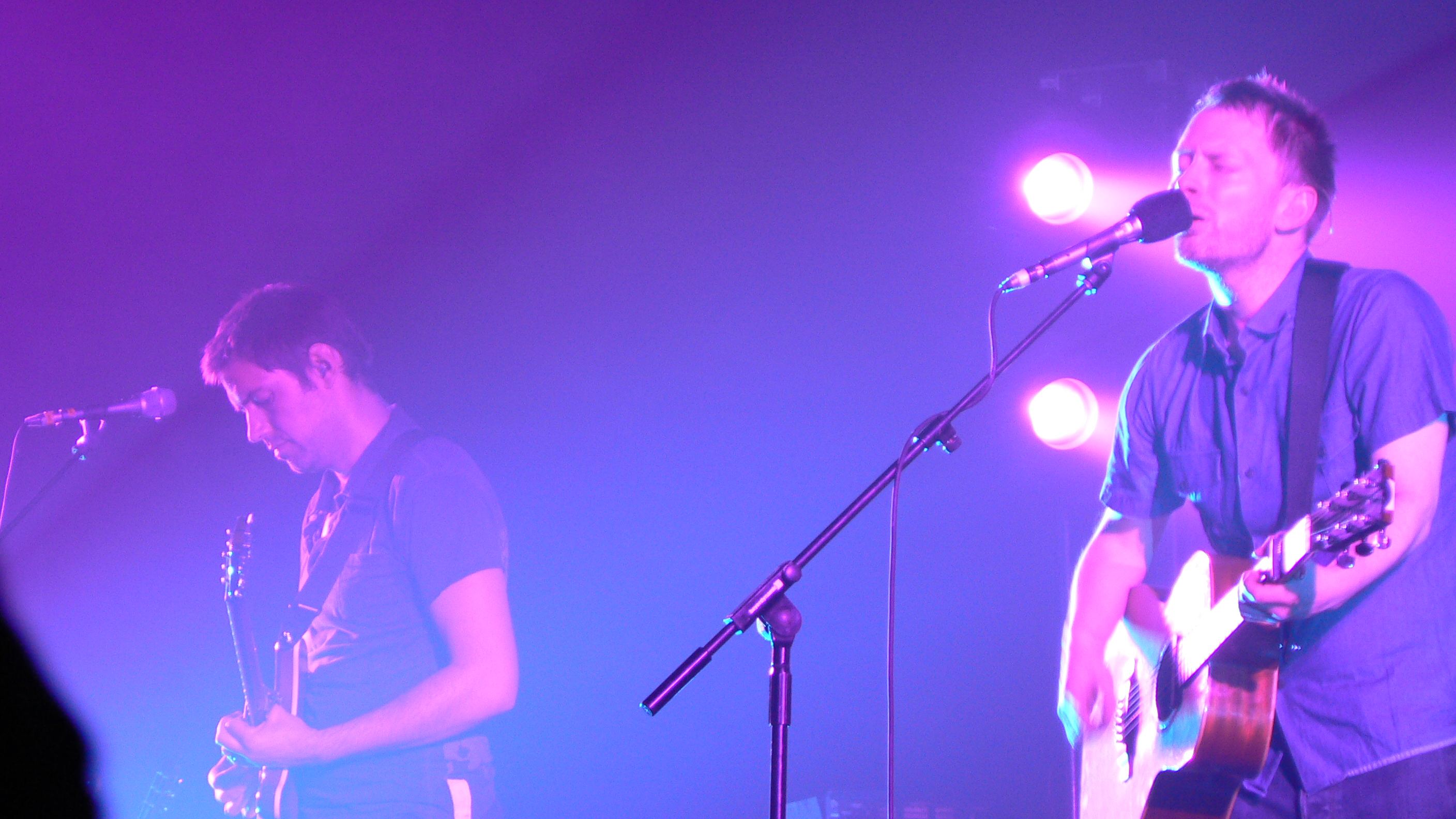
I Radiohead, primi in classifica, con l'album Kid A del 2000

## Top 100 album discografici

### Prime 10 posizioni
1. Kid A – Radiohead (2000)
2. Is This It  – The Strokes (2001)
3. Yankee Hotel Foxtrot – Wilco (2002)
4. The Blueprint – Jay-Z (2001)
5. Elephant – The White Stripes (2003)
6. Funeral – Arcade Fire (2004)
7. The Marshall Mathers LP – Eminem (2000)
8. Modern Times – Bob Dylan (2006)
9. Kala – M.I.A. (2007)
10. The College Dropout – Kanye West (2004)